# Ostedes pauperata
Ostedes pauperata là một loài bọ cánh cứng trong họ Cerambycidae.